# Urval
Urval é uma comuna francesa na região administrativa da Nova Aquitânia, no departamento Dordonha. Estende-se por uma área de 13,67 km². Em 2010 a comuna tinha 123 habitantes (densidade: 9 hab./km²).